# Gombert (évêque)
Pour l’article homonyme, voir Gombert (homonymie).
Gombert (Guntbertus) est un évêque d'Évreux du milieu du IXe siècle.

## Biographie
C'est à sa demande avec Vénilon, archevêque de Rouen et Pardule, évêque de Laon que Charles le Chauve fait plusieurs donations à l'Abbaye de la Croix-Saint-Leufroy en Perche Drouais avant 858 et Thiverny en Beauvaisis entre 858 et 862, afin de servir de refuge aux moines.